# Charles Dierkop
Charles Dierkop (La Crosse, 11 settembre 1936 – Los Angeles, 25 febbraio 2024) è stato un attore statunitense.

## Biografia
Charles Dierkop nacque a La Crosse, in Wisconsin, l'11 settembre 1936. Fu cresciuto dagli zii, in quanto i suoi genitori andarono via di casa quando lui era molto piccolo.
Dopo aver abbandonato la scuola, si arruolò nei Marines e combatté nella guerra di Corea.
Iniziò la sua carriera attoriale nel 1960 recitando nella serie La città in controluce. In seguito interpretò vari ruoli in film di gangster tra i quali Il massacro del giorno di San Valentino (1967). Nel film La stangata (1973) interpretò il ruolo di Floyd, uno dei guardaspalle del boss Doyle Lonnegan (Robert Shaw). Uno dei ruoli che maggiormente lo resero noto al pubblico fu l'interpretazione di Pete Royster, il poliziotto senza divisa, con i baffoni e il berretto a coppola per potersi infiltrare meglio nella malavita, nella serie televisiva poliziesca Pepper Anderson - Agente speciale.
Morì a Los Angeles, presso lo Sherman Oaks Hospital, il 25 febbraio 2024 all'età di 87 anni a causa di complicazioni da polmonite e di un infarto.

## Filmografia parziale

### Cinema
- Viaggio in fondo al mare (Voyage to the Bottom of the Sea), regia di Irwin Allen (1961)
- Lo spaccone (The Hustler), regia di Robert Rossen (1961)
- L'uomo del banco dei pegni (The Pawnbroker), regia di Sidney Lumet (1964)
- Peter Gunn: 24 ore per l'assassino (Gunn), regia di Blake Edwards (1967)
- Il massacro del giorno di San Valentino (The St. Valentine's Day Massacre), regia di Roger Corman (1967)
- L'onda lunga (The Sweet Ride), regia di Harvey Hart (1968)
- 1000 aquile su Kreistag (The Thousand Plane Raid), regia di Boris Sagal (1969)
- Butch Cassidy (Butch Cassidy and the Sundance Kid), regia di George Roy Hill (1969)
- Pound, regia di Robert Downey Sr. (1970)
- La stangata (The Sting), regia di George Roy Hill (1973)
- Il messia del diavolo (Messiah of Evil), regia di Willard Huyck e Gloria Katz (1973)
- Silent Night, Deadly Night - Natale di sangue (Silent Night, Deadly Night), regia di Charles E. Sellier Jr. (1984)
- Messaggio di morte (Messenger of Death), regia di J. Lee Thompson (1988)
- Legami di sangue (Blood Red), regia di Peter Masterson (1989)
- Un poliziotto per amico (Liberty & Bash), regia di Myrl A. Schreibman (1989)
- Forget Me Not, regia di Tyler Oliver (2009)

### Televisione
- Mr. Broadway – serie TV, episodio 1x03 (1964)
- Agenzia U.N.C.L.E. (The Girl from U.N.C.L.E.) – serie TV, episodio 1x03 (1966)
- Corri e scappa Buddy (Run Buddy Run) – serie TV, episodio 1x09 (1966)
- Star Trek – serie TV, episodio 2x14 (1967)
- Cimarron Strip – serie TV, episodio 1x15 (1968)
- Sui sentieri del West (The Outcasts) – serie TV, episodio 1x07 (1968)
- Lancer – serie TV, 3 episodi (1968-1970)
- Bonanza – serie TV, episodio 10x29 (1969)
- Ai confini dell'Arizona (The High Chaparral) – serie TV, episodio 3x16 (1970)
- Cannon – serie TV, 2 episodi (1970-1974)
- Due onesti fuorilegge (Alias Smith and Jones) – serie TV, 2 episodi (1971-1972)
- Sulle strade della California (Police Story) – serie TV, 2 episodi (1973-1974)
- Kojak – serie TV, episodio 1x19 (1974)
- Pepper Anderson - Agente speciale (Police Woman) – serie TV, 90 episodi (1974-1978)
- Vega$ – serie TV, episodio 1x09 (1978)
- Lobo – serie TV, episodio 1x11 (1980)
- CHiPs – serie TV, episodio 4x07 (1980)
- Fantasilandia (Fantasy Island) – serie TV, 2 episodi (1980-1982)
- I giustizieri della notte (Dark Justice) – serie TV, episodio 3x11 (1993)
- E.R. - Medici in prima linea (ER) – serie TV, episodio 3x10 (1996)

## Doppiatori italiani
- Gianfranco Bellini in Il massacro del giorno di San Valentino
- Michele Gammino in La stangata